# Altavilla Vicentina
Altavilla Vicentina (velenceiül Altaviła Visentina) település Olaszországban, Veneto régióban, Vicenza megyében. Lakosainak száma 11 868 fő (2023. január 1.). Altavilla Vicentina Arcugnano, Creazzo, Montecchio Maggiore, Sovizzo, Vicenza és Brendola községekkel határos.

## Népesség
A település népességének változása:
| Lakosok száma | 12 004 | 12 013 | 11 868 |
|               | 2017   | 2018   | 2023   |